# Ethel Turner
Ethel Turner, född Burwell den 24 januari 1870 i Doncaster, England, död 8 april 1958 i Mosman i Sydney, New South Wales, Australien, var en brittisk-australisk författare. Hon kom till Australien som tioåring tillsammans med sin mor och syster.
Efter avslutad skolgång gav Turner  och hennes storasyster ut månadstidningen Parthenon där de skrev det mesta av innehållet själva 
under olika pseudonymer. När tidningen upphörde efter tre år fick hon jobb på Illustrated Sydney News.
Turner skrev mer än 40 böcker, varav den mest kända är hennes första bok, ungdomsromanen Seven little Australians (1894; på svenska Sju syskon), som har översatts till minst elva språk och blivit TV-serie 1953 och 1973.

## Svenska översättningar
- Seven little Australians (1894)
  - Sju syskon (översättning Mathilda Langlet, Fahlcrantz, 1895)
  - Sju syskon: sju rustibussar i Australien (översättning Ragnar Stigen, B. Wahlström, 1928)
  - Sju syskon (översättning Viveka Starfelt, Bonnier, 1937)
  - Sju syskon (översättning Ingrid Rääf, Lindblad, 1954)
  - Sju syskon (översättning Eva Larsson, Lindblad, 1976)
- The family at Misrule (1895)
  - Stora syster (översättning Mathilda Langlet, Fahlcrantz, 1896)
  - Familjen på "Villervallan" (översättning Ragnar Stigen, B. Wahlström, 1929)
  - Stora syster (översättning Viveka Starfelt, Bonnier, 1938)
  - Stora syster (något förkortad översättning Inga Lill Högberg, Lindblad, 1977 - senare utgiven på B. Wahlström, 1992)

Denna bok har utgivits i serien B. Wahlströms Ungdomsböcker två gånger; under olika nummer och namn och i olika översättningar.
- The little larrikin (1896)
  - En liten slarfver (översättning Mathilda Langlet, Fahlcrantz, 1897)
- Miss Bobbie (1897)
  - En liten yrhätta (översättning Mathilda Langlet, Fahlcrantz, 1899)
  - Bobbie (översättning Kerstin Wenström, B. Wahlström, 1935)
- Three little maids (1900)
  - Tre små flickor (översättning Hanny Flygare, Fahlcrantz, 1901)
  - Det nya hemmet (översättning Einar Ekstrand, B. Wahlström, 1931)
- Wonder child (1901)
  - Underbarnet (översättning Hanny Flygare, Fahlcrantz, 1902)
- Little Mother Meg (1902)
  - Stora syster som gift samt mera om ungherrskapet på Oroligheten (översättning C. Christiansson, Fahlcrantz, 1914)
  - Meg och hennes syskon (översättning Einar Ekstrand, B. Wahlström, 1930)
  - Stora syster som gift (översättning Viveka Starfelt, Bonnier, 1939)
  - Stora syster som gift (något förkortad översättning Inga Lill Högberg, Lindblad, 1978)
- Betty & Co (1903)
  - Betty & Co med flera berättelser (översättning Hanny Flygare, Fahlcrantz, 1904)
- Mother's little girl (1904)
  - Mors lilla flicka (översättning Kerstin Wenström, B. Wahlström, 1939)
- That girl (1908)
  - Den där flickan (översättning Hanny Flygare, Fahlcrantz, 1911)
  - Marie (översättning Hillevi Svensén, B. Wahlström, 1934)
- The apple of happiness (1911)
  - Lyckoäpplet (översättning Hanny Flygare, Fahlcrantz, 1919)
- Flower O' the Pine (1914)
  - Lilla kusinen (översättning Kerstin Wenström, B. Wahlström, 1923)
- The Cub, six months in his life (1915)
  - Cub : Kapten Cubs förhistoria (översättning Hanny Flygare, Fahlcrantz, 1920)
- Captain Cub (1917)
  - Kapten Cub (översättning Hanny Flygare, Fahlcrantz, 1918)
- Brigid and the Cub (1919)
  - Brigid och Cub (översättning Hanny Flygare, Fahlcrantz, 1920)
- King Anne (1921)
  - King Anne (översättning Hanny Flygare, Fahlcrantz, 1922)
- Funny (1926)
  - Snurren (översättning Karin Jensen, Fahlcrantz, 1926)
- [Okänd originaltitel (ev. Camp at Wandining (1898)]
  - Guldgrävarlägret och andra berättelser (översättning Hanny Flygare, Fahlcrantz, 1915)
- [Okänd originaltitel]
  - Flickan på berget (översättning Karin Jensen, Fahlcrantz, 1924)